# Tostão (acordeonista)
Antônio José dos Santos (Romaria (MG), 1970), mais conhecido como Tostão ou Tostão Mineiro, é um acordeonista brasileiro que toca a música sertaneja e chamamé.

## Discografia
Alguns DVDs selecionados:
- Tostão e convidados – vol. 1 (2008)
- Tostão e convidados – vol. 2 (2010)
- Tostão e convidados – vol. 3 (2012)